# C418

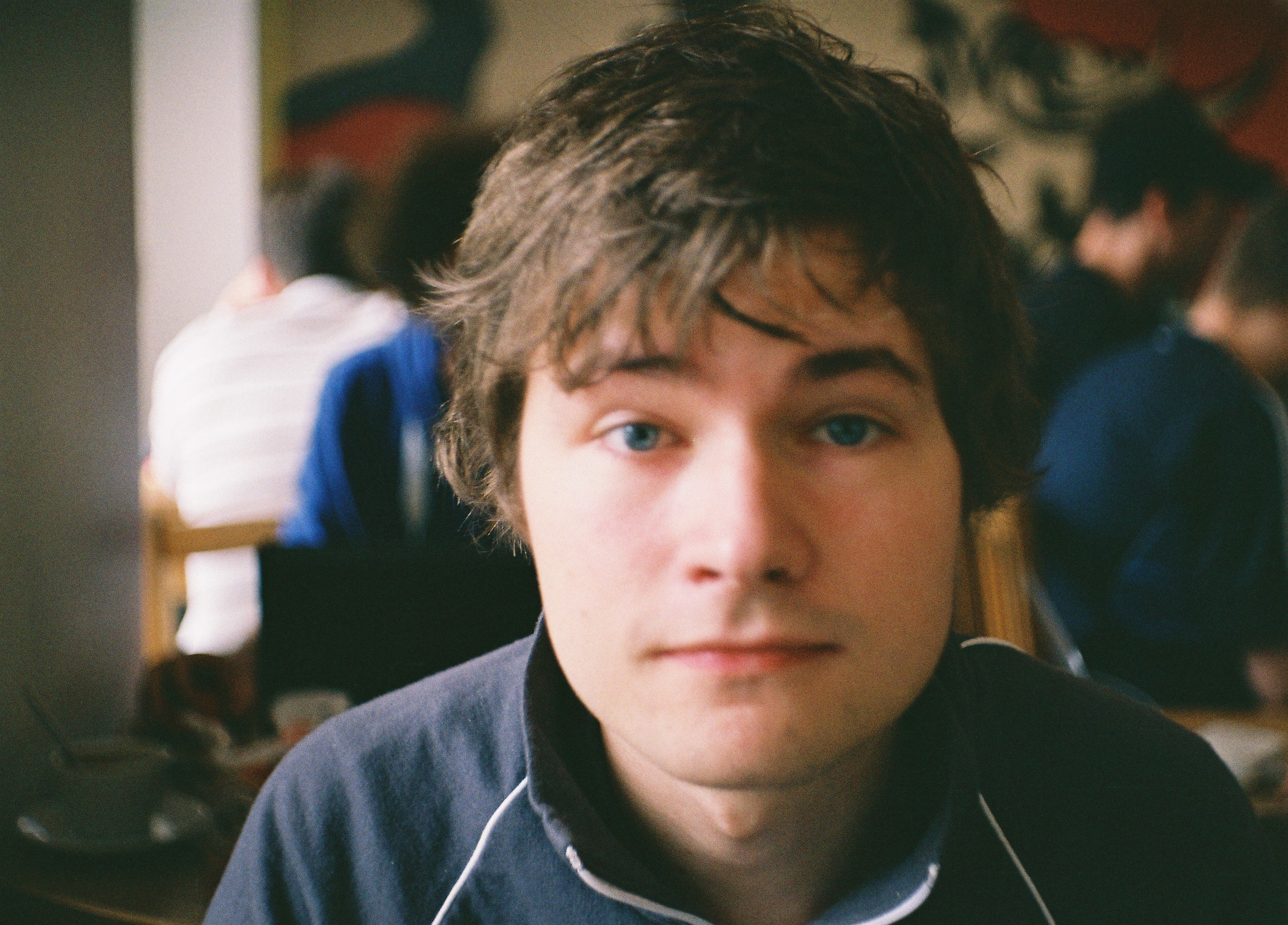
Daniel Rosenfeld (2011)

C418, bürgerlich Daniel Rosenfeld (* 9. Mai 1989 in Karl-Marx-Stadt), ist ein deutscher Musiker. Bekanntheit erlangte er durch seine Musik für Minecraft und die Titelmusik für Beyond Stranger Things.

## Leben
Daniel Rosenfeld wurde 1989 als Sohn russlanddeutscher Eltern in der DDR in Karl-Marx-Stadt geboren. Durch seinen älteren Bruder Harry, ebenfalls Komponist und bekannt unter dem Pseudonym C818 von dem auch der Name C418 abstammt, kam er mit fünf Jahren in Kontakt mit Computern und dem Erstellen von Musik. Im Alter von 16 Jahren begann er, mit der Software Ableton Live erste Musikstücke zu erstellen. Als er mit der Arbeit an der Minecraft-Musik begann, kündigte er seine Arbeitsstelle als Fließbandarbeiter, um hauptberuflicher Komponist zu werden. Das erste Minecraft-Album veröffentlichte er noch während seiner Ableistung des Wehrersatzdienstes. Er lebte zwischenzeitlich abwechselnd in Berlin und Toronto, heute hauptsächlich in Austin.

## Minecraft
Daniel Rosenfeld wurde schon früh durch Markus Persson in die Entwicklung von Minecraft einbezogen. Er komponiert die Musik und entwarf zum Teil die Soundeffekte für das Spiel. Er war allerdings nie Mitarbeiter des Unternehmens Mojang, welches für die Entwicklung von Minecraft verantwortlich ist, sondern komponierte ausschließlich freiberuflich. Er veröffentlichte 2011 und 2013 die Soundtrack-Alben Minecraft – Volume Alpha und Minecraft – Volume Beta, welche die Minecraft-Soundtracks sowie einige Bonustracks enthalten.
Nach kommerziellen Uneinigkeiten mit Mojang gab Rosenfeld im Oktober 2021 seinen mittelfristigen Ausstieg aus dem Musikprojekt für Minecraft bekannt.

## Diskografie
Die Musik von Daniel Rosenfeld ist digital bei Bandcamp und teilweise bei Spotify, Deezer, YouTube Music, Amazon Music und Apple Music vorhanden. Die Alben Minecraft – Volume Alpha und Excursions waren auch auf CD und Schallplatte verfügbar.

### Studioalben
- 2008: The Whatever Director’s Cut (seit 2013 nicht mehr verfügbar)
- 2008: Zweitonegoismus
- 2009: Bushes and Marshmallows
- 2010: A Cobblers Tee Thug (mit Sohnemann)
- 2010: Circle
- 2010: Life Changing Moments Seem Minor in Pictures
- 2011: Minecraft – Volume Alpha[4] (US: Gold)[5]
- 2011: 72 Minutes of Fame[6]
- 2012: One[7]
- 2013: Minecraft – Volume Beta[8]
- 2015: 148[9]
- 2017: Dief[10]
- 2018: Excursions[11]

### Lieder (Auswahl)
- 2011: Sweden (US: Gold)
- 2011: Minecraft (US: Gold)
- 2011: Subwoofer Lullaby (US: Gold)